# Härkäsaari (ö i Södra Savolax, Nyslott)
Härkäsaari är en halvö i Finland. Den ligger i sjön Enonvesi och i kommunen Nyslott i  landskapet Södra Savolax, i den sydöstra delen av landet, 290 km nordost om huvudstaden Helsingfors.